# راتنجات السيليكون
راتنجات السيليكون هي نوع من مادة السيليكون التي تتكون من أوليغوسيلوكسانات متفرعة تشبه القفص مع الصيغة العامة لـ(RnSiXmOy,) حيث حرف الار هو بديل غير تفاعلي، عادة ميثيل (Me =−CH3) أو فينيل (Ph =−C6H5)، وX هي مجموعة وظيفية : الهيدروجين (−H )، الهيدروكسيل (−OH)، الكلور (−Cl) أو ألكوكسي. يتم تكثيف هذه المجموعات بشكل أكبر في العديد من التطبيقات، لإعطاء شبكات بولي سيلوكسان شديدة التشابك وغير قابلة للذوبان.

راتنج السيليكون مع R = CH _{3} أو H أو OH

عندما يكون R هو الميثيل، يتم وصف الوحدات الأحادية السيلوكسان الوظيفية الأربعة المحتملة على النحو التالي:
- يشير الحرف "M" إلى ثلاثي ميثيل سيلانول،ثلاثي ميثل السيلانول ;
- "دي" لثنائي ميثل السيلانول;
- "تي" لميثل السليكيت;
- "س" لسيليكات.

لاحظ أن شبكة من مجموعات س فقط تصبح كوارتز منصهرة.
يتم تصنيع راتنجات السيليكون الأكثر وفرة من وحدات دي وتي (راتنجات DT) أو من وحدات ام وكيو (راتنجات MQ)، إلا أن العديد من المجموعات الأخرى (MDT ،MTQ ،QDT) تستخدم أيضًا في الصناعة.
تمثل راتنجات السيليكون مجموعة واسعة من المنتجات. تعتبر المواد ذات الوزن الجزيئي في حدود 1000-10000 مفيدة جدًا في المواد اللاصقة الحساسة للضغط ومطاط السيليكون والطلاءات والمواد المضافة. تُستخدم بوليمرات البولي سيلوكسان ذات وظائف المجموعة الجانبية التفاعلية مثل الفينيل أو الأكريليت أو الإيبوكسي أو المركابتان أو الأمين، في إنشاء مركبات مصفوفة بوليمر متصلدة بالحرارة وطلاءات ومواد لاصقة.
يتم تحضير راتنجات السيليكون عن طريق التكثيف المائي لسلائف السيليكون المختلفة. في العمليات المبكرة لتحضير راتنجات السيليكون، تم استخدام سيليكات الصوديوم ومختلف الكلوروسيلان كمواد أولية. على الرغم من أن المواد الأولية كانت الأقل تكلفة (وهو أمر معتاد في الصناعة)، إلا أن التحكم الهيكلي للمنتج كان صعبًا للغاية. في الآونة الأخيرة، يتم استخدام رباعي إيثيلوكسيسيلان الأقل تفاعلاً - (TEOS) أو بولي سيليكات الإيثيل وديسيلوكسانات مختلفة كمواد أولية.

## تدهور ميكروبي
شوهدت الطحالب (Stichococcus bacillaris) وبعض الأنواع الفطرية تستعمر راتنجات السيليكون المستخدمة في المواقع الأثرية.

## أنظر أيضا
- زجاج الماء (سيليكات الصوديوم، مثل Na2 SiO3 وما إلى ذلك)
- السيليكون والمطاط